# St. Margaretha (Diemannskirchen)

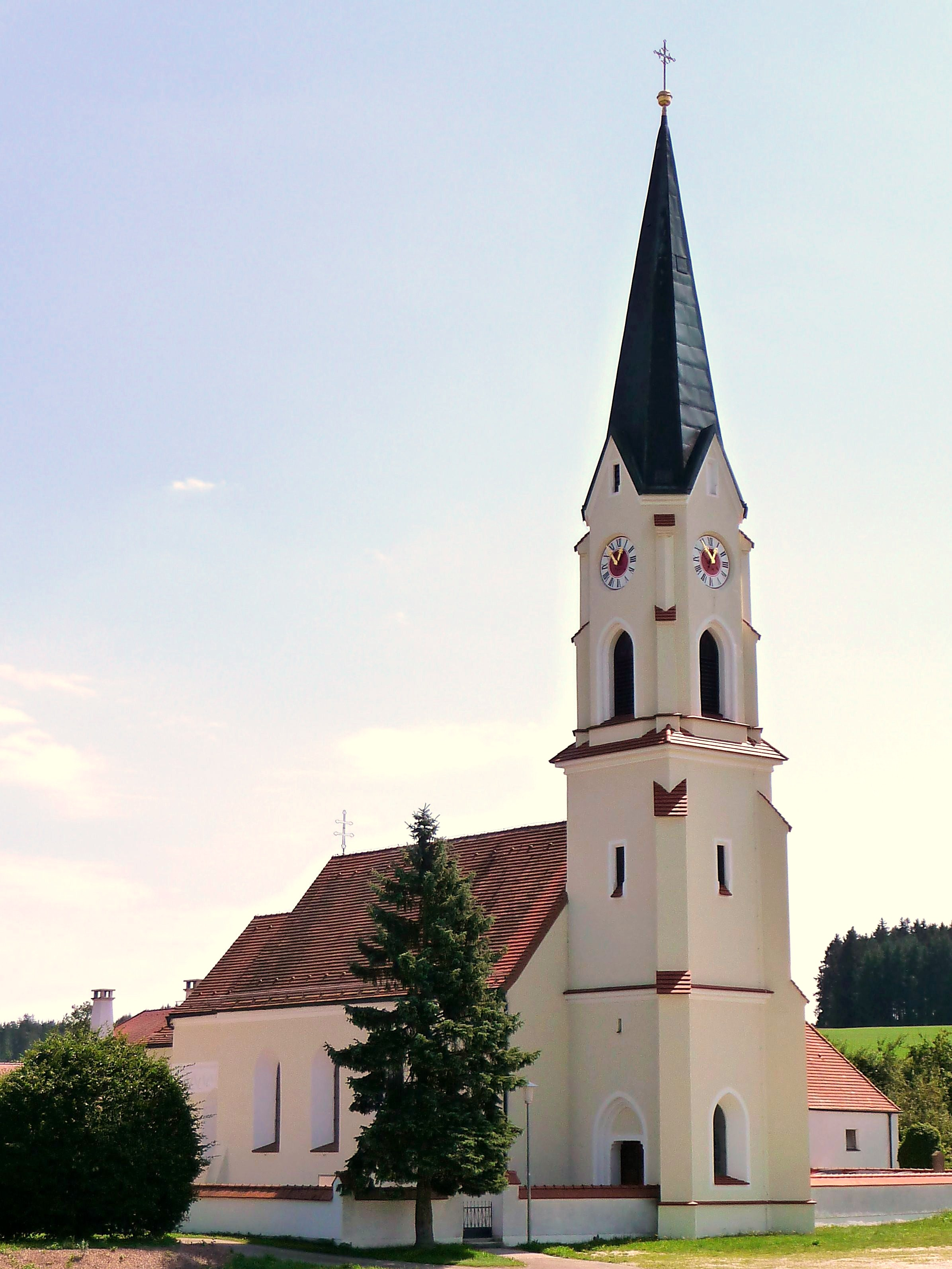
Außenansicht der Kuratiekirche St. Margaretha von Nordwesten

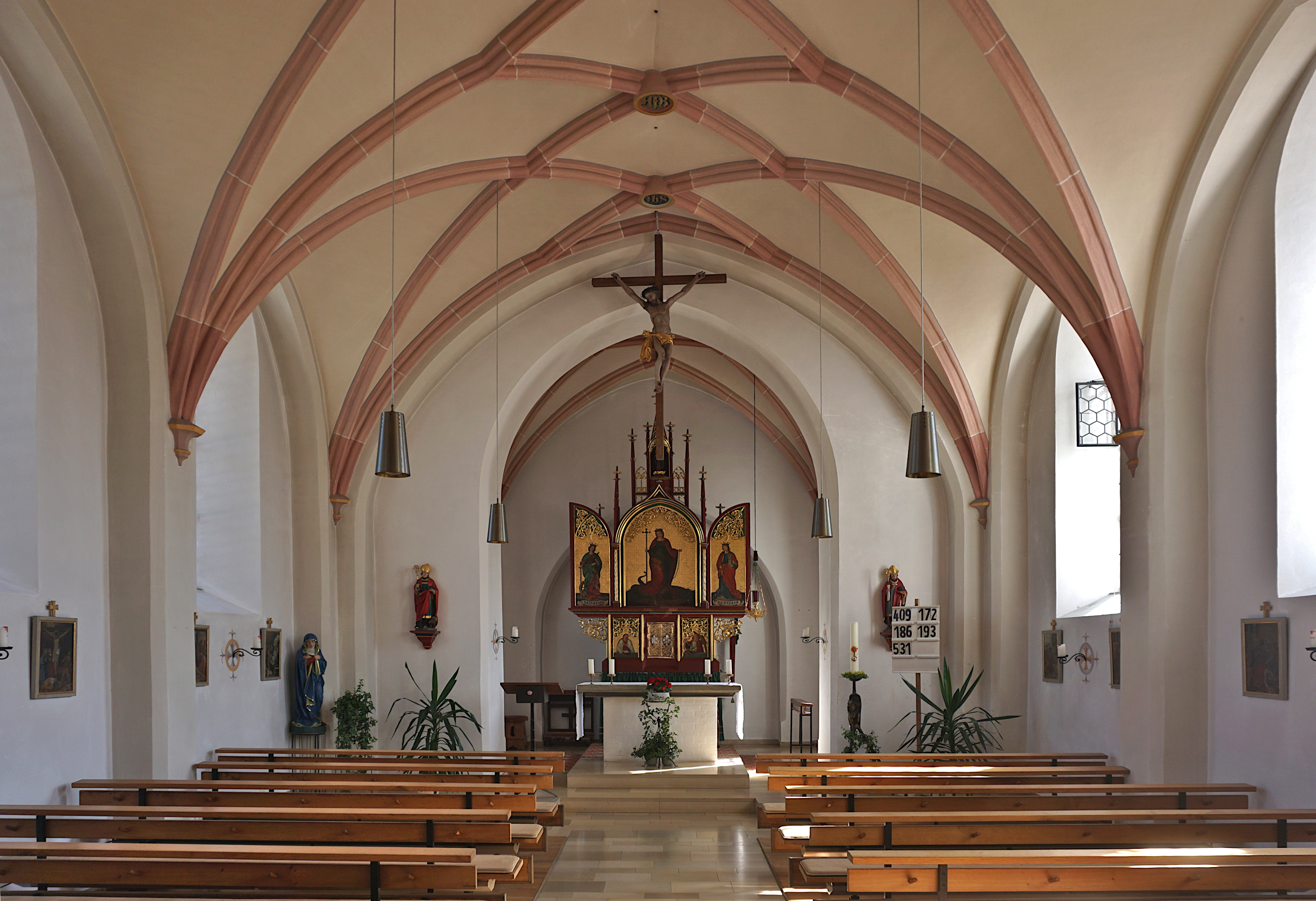
Innenansicht

Die römisch-katholische Kuratiekirche St. Margaretha in Diemannskirchen, einem Gemeindeteil des Marktes Geisenhausen im niederbayerischen Landkreis Landshut, geht im Kern auf eine spätromanische Anlage aus dem 13. Jahrhundert zurück. Das spätgotische Gewölbe im Chor stammt aus dem 15. Jahrhundert. Die gotischen Stilmerkmale mussten in der Barockzeit größtenteils wieder dem Rundbogen weichen. Das Gewölbe im Langhaus und der Westturm wurden im Jahr 1882 erbaut. Letzterer ersetzte den spätromanischen Chorturm, dem in der Barockzeit eine wuchtige Zwiebelkuppel aufgesetzt worden war. Um diese Zeit erhielt die Kirche außerdem ihre neugotische Ausstattung.
St. Margaretha war von alters her Filiale der Pfarrei St. Valentin in Holzhausen. Durch einen Tausch der damaligen Pfarrherrn wechselte Diemannskirchen zum 1. Dezember 1854 von der Pfarrei Holzhausen zur Pfarrei Geisenhausen. 1977 wurde die inzwischen zur Kuratie aufgestiegene Gemeinde Teil des Pfarrverbands Geisenhausen, zu dem auch die Pfarrei St. Martin in Geisenhausen und die Pfarrei St. Valentin in Holzhausen gehören. Zur Kuratie Diemannskirchen zählen die Filialkirchen St. Johann Baptist in Johannesbergham und St. Stephanus in Stephansbergham.

## Beschreibung

### Außenbau
Die nach Osten ausgerichtete Kirche umfasst einen eingezogenen Chor mit geradem Schluss und ein vierjochiges Langhaus. Eine kleine Sakristei ist östlich am Chorscheitel angebaut. Der Außenbau ist komplett verputzt und ohne Sockel. Er wird durch spitzbogige Fensteröffnungen gegliedert, die im Zuge der Renovierung von 1882 vergrößert wurden. Außen am Chor ist zudem ein spätromanischer Kreuzbogenfries zu finden, darüber ein sogenanntes Deutsches Band. Der romanische Ursprung der Kirche macht sich insbesondere an einer Mauerstärke von bis zu 1,25 Meter am Schiff bemerkbar.
Der ausspringende neugotische Westturm besitzt einen nahezu quadratischen, zweigeschossigen Unterbau, der durch einmal abgesetzte Eckstreben an den westlichen Kanten verziert ist. Die Geschossgliederung erfolgt mittels Gesims. Deutlich über Firsthöhe des Satteldachs, das mit dem Langhaus gedeckt ist, geht der Turm in einen Oberbau mit geschrägten Kanten über, die wiederum durch einmal abgesetzte Eckstreben ausgezeichnet sind. Dieser Aufsatz enthält allseitige Schallöffnungen und Ziffernblätter der Turmuhr. Vier Dreiecksgiebel vermitteln den Übergang zu dem achtseitigen Spitzhelm, der mit Kugel und Kreuz oberen Abschluss bildet. Der Zugang zum Innenraum erfolgt die Vorhalle im Turmerdgeschoss.

### Innenraum
Das spätgotische Rippengewölbe im Chor weist eine einfache Sternfiguration auf und besitzt einen runden Schlussstein. Die birnstabförmigen Rippen entspringen aus profilierten Eckkonsolen. Der spitze Chorbogen ist beidseits gefast. Im Langhaus befindet sich ein neugotisches Netzrippengewölbe mit Schildbögen, das auf gefasten Wandpfeilern ruht.

### Orgel

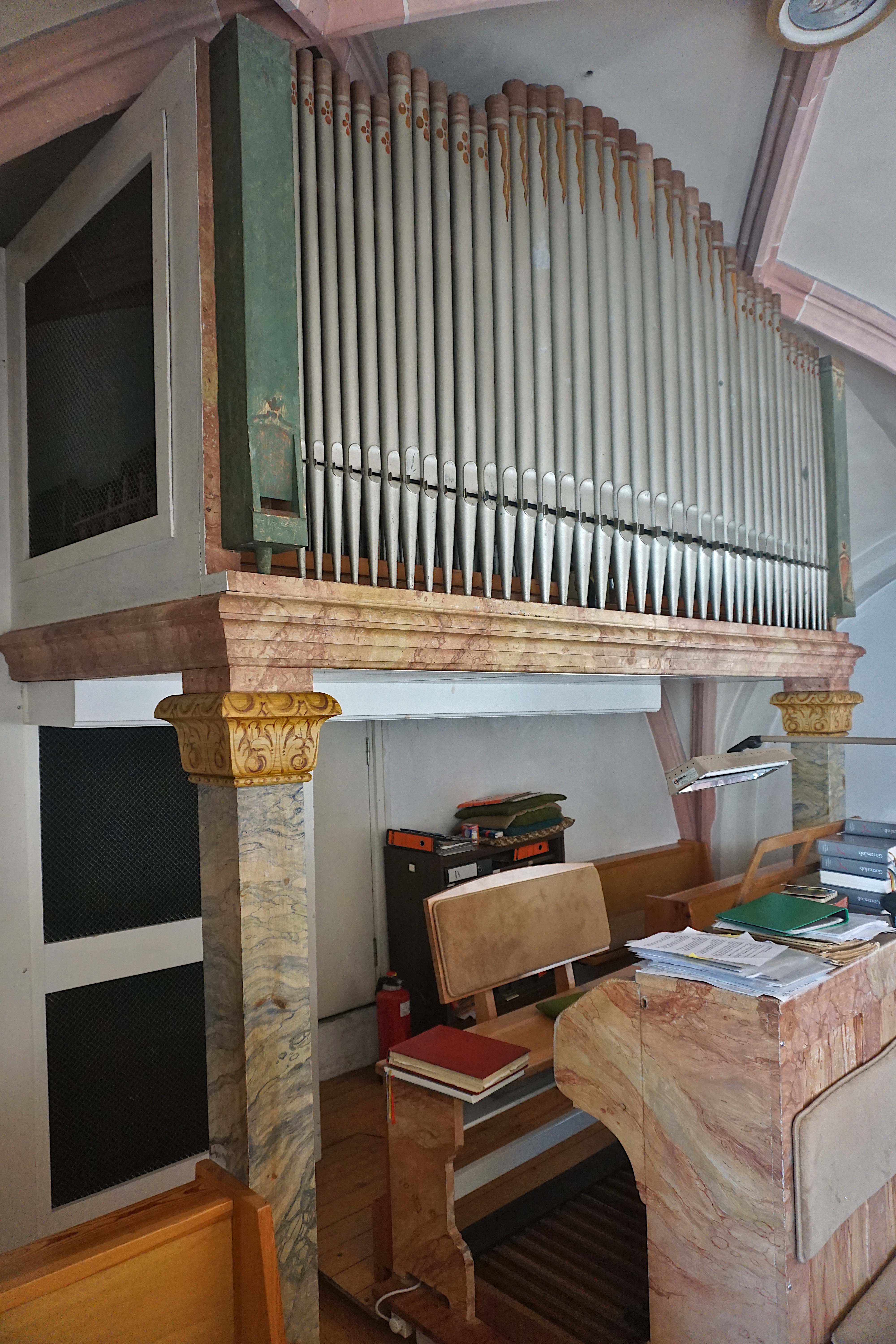
Die Orgel

Die Orgel wurde 1935 von Georg Glatzl aus Altmühldorf erbaut. Das Kegelladeninstrument mit pneumatischen Spiel- und Registertrakturen umfasst insgesamt neun Register auf einem Manual und Pedal. Typisch für die Entstehungszeit sind der freistehende Spieltisch und der Freipfeifenprospekt. Die Disposition lautet wie folgt:
| I Manual C–g3 |                 |       |
| 1.            | Flötenprincipal | 8′    |
| 2.            | Gedackt         | 8′    |
| 3.            | Salicional      | 8′    |
| 4.            | Kleinprincipal  | 4′    |
| 5.            | Gemshorn        | 4′    |
| 6.            | Blockflöte      | 2′    |
| 7.            | Echomixtur III  | 2 ⁄3′ |

| Pedal C–f1 |         |     |
| 8.         | Subbaß  | 16′ |
| 9.         | Zartbaß | 16′ |

- Koppeln: I/P, Superoktavkoppel, Suboktavkoppel